# 1997 AL7
1997 AL7 är en asteroid i huvudbältet som upptäcktes den 9 januari 1997 av den japanska astronomen Takao Kobayashi vid Ōizumi-observatoriet.